# Hermann Degkwitz
 Hermann Degkwitz  (* 29. August 1921 in München; † 8. Dezember 2007 in Hohenfelde, Kreis Steinburg) war ein deutscher Grafiker und Grafikdesigner, bekannt für seine Titelbilder für das Magazin Der Spiegel. Er war ebenfalls als Journalist und Hochschullehrer tätig.

## Leben und Werk
Hermann Degkwitz wurde 1921 als Sohn des Pädiaters Rudolf Degkwitz (senior) in München geboren und wuchs in Hamburg auf. Sein Bruder war der Psychiater Rudolf Degkwitz (junior).
Nach dem Abitur am Hamburger Wilhelm-Gymnasium studierte Hermann Degkwitz von 1938 bis 1941 an der Hamburger Kunsthochschule und an der Universität. 1940 gehörte er zu den Gründern des „Musenkabinetts“, eines Kreises von Künstlern, Intellektuellen und Studenten, dem auch Gegner des Nationalsozialismus angehörten. 1941 wurde Degkwitz wegen „wehrkraftzersetzender Äußerungen“ von der Gestapo verhaftet. Von September 1941 bis zum Kriegsende leistete er Kriegsdienst in der Wehrmacht. Danach widmete er sich der politischen Karikatur (er „hielt es nach den Millionen Toten im Kriege und in Auschwitz nicht mehr für möglich, lediglich l’art pour l’art zu machen.“).
Zwischen 1947 und 1949 war Degkwitz 3. Sekretär der KPD in Schleswig-Holstein. Dieser Lebensabschnitt endete 1949 mit dem Ausschluss aus der KPD. Danach arbeitete Degkwitz viele Jahre als Maler, Grafiker für Gebrauchsgrafik, Illustrator, Karikaturist und Journalist. Seit Mitte der 1960er Jahre arbeitete er als freier Mitarbeiter für den Spiegel-Verlag in Hamburg. 1967 erschien sein erstes Titelbild für den „Spiegel“. Ab dem Jahr 1974 war Degkwitz Professor für Grafik an der Hochschule für Gestaltung in Bremen.
Seit 1947 war er mit der Politikerin und späteren langjährigen Kreispräsidentin des Kreises Steinburg in Schleswig-Holstein, Annemarie Degkwitz, verheiratet. Im Dezember 1949 zog die Familie Degkwitz aus der Großstadt Hamburg in die Gemeinde Hohenfelde.
Im Jahr 1972 wurden einige seiner Arbeiten, Titelbilder des Magazins „Spiegel“, auf der Documenta 5 in Kassel in der Abteilung Parallele Bildwelten: Gesellschaftliche Ikonographie gezeigt.